# Alfabeto

El alfabeto fenicio (centro) dio lugar los alfabetos griego y latino (izquierda) y a los alfabetos arameo/hebreo y árabe (derecha)

Un alfabeto o sistema de escritura alfabético es un sistema de escritura formado por signos que en general representan fonemas, es decir, sonidos contrastivos para una lengua determinada; estos signos, llamados letras, se escriben en secuencias lineales de orden equivalente a las de los sonidos en la lengua oral. Un alfabeto contrasta con otros sistemas de escritura fonográficos como los silabarios, en los que no se representan fonemas individuales sino grupos de fonemas (idealmente sílabas). Contrasta también con sistemas no fonográficos, como los basados en logogramas, tales como los caracteres chinos.
Por otro lado, se puede distinguir entre los alfabetos propiamente dichos, en los que se representan tanto vocales como consonantes de manera similar, de otros sistemas alfabéticos en los que las vocales o no se representan en absoluto o en todo caso se representan de manera secundaria y diferente que las consonantes:
- en los abyads, las vocales normalmente no se escriben, si bien en la mayoría se pueden representar opcionalmente como signos auxiliares;
- en los abugidas, lo que se representan son sílabas pero tomando como base del signo el de una consonante más una vocal por defecto, con signos modificados cuando la vocal es otra. Vienen a ser sistemas intermedios entre los silabarios propiamente dichos y los alfabetos.

También se denomina alfabeto o abecedario de una lengua al conjunto ordenado de sus letras. Es también la agrupación que se lee con un orden determinado de las grafías utilizadas para representar el lenguaje que sirve de sistema de comunicación.

## Etimología
El término alfabeto procede del griego ἀλφάβετον (alfábeton), derivado de las dos primeras letras griegas ἄλφα (alfa, α) y βῆτα (beta, β), derivadas a su vez de las letras fenicias ʾalp y bēt, que significaban ‘buey’ y ‘casa’ respectivamente. El alfabeto griego es una adaptación del alfabeto fenicio, que también dio lugar entre otros al hebreo y al árabe. Por su parte, el término «abecedario» proviene del latín tardío abecedārium, también derivado del nombre de las primeras letras, en este caso cuatro: a (a), b (be), c (ce) y d (de).
Algunas letras pueden recibir uno o varios signos diacríticos con el fin de diferenciar los sonidos de la lengua o poder evitar las ambigüedades. De la misma forma, el alfabeto puede ser extendido por el uso de letras suplementarias. Las evoluciones fonéticas de una lengua van a un ritmo diferente al de la forma escrita. Debido principalmente a esto, las escrituras alfabéticas no garantizan una correspondencia unívoca entre fonemas y grafemas; ejemplos extremos son las ortografías del inglés y del francés, altamente irregulares.
En otros ámbitos (matemáticas, y otros sistemas formales, por ejemplo), un alfabeto es un conjunto finito y ordenado de símbolos a partir del cual se construyen palabras y fórmulas bien formadas. En arqueología, un abecedario es una epigrafía antigua que contiene las letras de un alfabeto.

## Alfabeto semita
En el templo de Serabit el-Khadim, en la costa oeste de la península de Sinaí, Flinders Petrie halló en 1904-1905 una estatua votiva dirigida a Hathor, una esfinge de piedra arenisca con unas inscripciones en dos escrituras: jeroglífica egipcia y protosinaítica. El egiptólogo y lingüista británico Alan Gardiner descifró las dos inscripciones, «como si de una piedra de Rosetta se tratase», sugiriendo que los signos protosinaíticos representan objetos con nombres en semítico, que se correspondían con las letras del alfabeto fenicio, derivados de los signos hieráticos o jeroglíficos.
Se trataba de una simplificación del sistema jeroglífico (unos 23 signos, de los que al menos la mitad son claramente egipcios). Gardiner estudió la derivación de los signos fenicios a partir de los pictogramas sinaíticos. No podría decirse que se trata de un alfabeto en sentido estricto, sino más bien de un silabario (consonante + vocal); pero hay que darle el protagonismo que merece como origen o precedente de alfabetos más evolucionados en los que cada letra representa un sonido.
Al parecer los primeros en escribir las consonantes aisladas fueron los pueblos semíticos occidentales de las orillas del mar Rojo y del Mediterráneo, hebreos y fenicios. La cadena secuencial sería: signo-palabra; los signos-sonidos consonánticos mezclados a los signos-palabras (Egipto); los signos-sonidos silábicos mezclados con signos palabras (sumerio-acadio); signos-sonidos que representan sílabas de tipo constante (tipo egeo). Alfabeto silábico usado también por los tartessos en el sur de la península ibérica y que supone el primer alfabeto de toda la Europa occidental. Aún hoy, a pesar de tantas muestras escritas como existen en Andalucía y el sur de Portugal, esa lengua está por descifrarse o traducirse.

## Alfabeto fenicio
El alfabeto fenicio supone una creación. Es al final de esa cadena donde se nota una progresiva prioridad del análisis sobre la síntesis. De la pictografía, que es una representación global, se pasa a signos que descomponen el discurso en sus partes constitutivas. Las formas más antiguas de la escritura fenicia se han encontrado en las inscripciones arcaicas de Biblos, cuyo origen se remonta a los siglos XIII y XI a. C. El fenicio arcaico comprendía 22 letras, únicamente consonantes, y está libre ya de elementos ideográficos, de determinativos y de toda huella de silabismo.

## Otros alfabetos
El alfabeto paleohebraico proviene del fenicio, del que se fue alejando progresivamente. Otras ramas son: el alfabeto samaritano, el moabita, el púnico y el arameo (del que han derivado los alfabetos árabes, a través del alfabeto nabateo, los hebraicos, los sirios, los uraloaltaicos, etc.) El alfabeto árabe ha servido para idiomas como el persa, el turco, las lenguas bereberes, el malgache, etc. En cuanto a los alfabetos sursemíticos (surarábigo y nortearábigo) parecen provenir, con reservas, del fenicio. El alfabeto pehlvi y el avéstico son derivaciones del arameo. El origen del alfabeto libio está en discusión: fenicio, árabe, etc. El brahmi y el kharosthi, según la tesis clásica, derivan del fenicio, con la particularidad del cambio de dirección de la escritura y la notación de consonantes y vocales.

## Historia de los alfabetos occidentales
Los principales alfabetos occidentales han tenido su origen en el alfabeto semítico septentrional o cananeo, datado hace más de 3500 años, entre el 1700 y el 1500 a. C., en el Próximo Oriente.
El precedente del alfabeto occidental se ideó en las regiones orientales de la costa mediterránea y se encargaron de divulgarlo los mercaderes fenicios. Probablemente los griegos conocieron este sistema de escritura en la ciudad Gibl (en el Líbano de hoy), un importante centro cultural y de comercio que llamaron Biblos; lo adoptaron en Grecia, aunque transformaron algunas consonantes y semiconsonantes en vocales. También variaron la dirección de algunas letras y generalizaron el escribir de izquierda a derecha. Se suele fechar hacia el 900 a. C.
El alfabeto griego adoptó el fenicio y modificó el valor de ciertos sonidos consonánticos y designó las vocales. Del griego proceden el alfabeto gótico, copto, armenio, georgiano, albanés, eslavo (glagolítico y cirílico) y etrusco.
El alfabeto latino es uno de los alfabetos locales que los etruscos tomaron del griego. Se diferencia de este no solo en la forma de las letras, sino también en su empleo. En el siglo I de nuestra era estaba constituido por 23 letras. Con la expansión de la civilización grecolatina y del cristianismo, el alfabeto latino terminó por conquistar toda Europa: celtas, eslavos, germanos, escandinavos, etc. escriben con las letras latinas. Este alfabeto, adaptado por los romanos con las variantes propias, se difundió por todo el Mediterráneo, y posteriormente a todo Occidente.
Los alfabetos ibéricos parecen haberse derivado del fenicio y griego.
El alfabeto de los pueblos germánicos, llamado futhark (las runas y los oghams) por el nombre de sus seis primeras letras, se redujo de 26 signos a 16. La teoría más firme es la que le da un origen etrusco.

## Orden alfabético: pasado y presente
Aunque hay muchas similitudes entre los alfabetos de distintos idiomas, se observan también diferencias peculiares en cada uno.
No siempre está claro qué es lo que constituye un alfabeto específico, único. El francés utiliza básicamente el mismo alfabeto que el inglés, pero muchas de las letras usan marcas adicionales, como la «é», la «à» y la «ô». En francés, estas combinaciones no se consideran letras adicionales. Sin embargo, en islandés letras acentuadas tales como la «á», la «í» y la «ö» se consideran letras distintas del alfabeto. En el español, la «ñ» es una letra distinta, pero vocales acentuadas como la «á» y la «é» no lo son. El alfabeto español consta de 27 letras. Asimismo, se emplean también cinco dígrafos para representar otros tantos fonemas: «ch», «ll», «rr», «gu» y «qu», considerados estos dos últimos como variantes posicionales para los fonemas /g/ y /k/. Los dígrafos ch y ll tienen valores fonéticos específicos, por lo que en la edición de 1754 de la Ortografía de la lengua española comenzó a considerárseles como letras del alfabeto español, y a partir de la publicación de la cuarta edición del Diccionario de la lengua española, en 1803, se ordenaron separadamente de c y l, y fue durante el X Congreso de la Asociación de Academias de la Lengua Española, celebrado en Madrid en 1994, y por recomendación de varios organismos, que se acordó reordenar los dígrafos ch y ll en el lugar que el alfabeto latino universal les asigna, aunque todavía seguían formando parte del abecedario. Con la publicación de la Ortografía de la lengua española de 2010, ambas dejaron de considerarse letras del abecedario.
En alemán, las palabras que comienzan con «sch-» (que constituyen el fonema alemán «ʃ») se intercalaron entre las palabras que empiezan con «sca-» y las palabras que empiezan con «sci-» (todas ellas, casualmente, palabras tomadas como préstamo de otros idiomas), en vez de que este grupo gráfico apareciera después de la letra «s», como si fuera una sola letra – una decisión lexicográfica que resulta obligatoria en un diccionario de albanés, donde «dh-», «gj-», «ll-», «rr-», «th-», «xh-» y «zh-» (todos los cuales representan fonemas y se consideran letras por separado) aparecen después de las letras «d», «g», «l», «n», «r», «t», «x» y «z», respectivamente. Asimismo, en un diccionario de inglés las palabras que inician con «th-» tampoco tienen un lugar especial después de la letra «t», sino que quedan incluidas dentro de esta, entre «te-» y «ti-». Las palabras alemanas con diéresis se ordenan alfabéticamente como si no hubiera diéresis alguna – contrario a lo que ocurre con el alfabeto turco, que supuestamente adoptó los grafemas «ö» y «ü» alemanes, y donde una palabra como «tüfek» (‘arma’), aparece en el diccionario después de «tuz» (‘sal’).
Los alfabetos danés y noruego terminan con «æ» – «ø» – «å», mientras que los alfabetos sueco, finlandés y estonio colocan, convencionalmente, las letras «å», «ä», y «ö» al final.
Algunas adaptaciones del alfabeto latino se ven incrementadas con el uso de ligaduras como, por ejemplo, «æ» en el inglés antiguo y en el islandés y la «Ȣ» en el algonquín; a través de préstamos de otros alfabetos como, por ejemplo, la letra thorn del inglés antiguo y del islandés, que provenían de las runas futhark, y a través de la modificación de letras existentes, como la eth («ð» minúscula) del inglés antiguo y del islandés, que es una modificación de la «d». Otros alfabetos utilizan únicamente un subconjunto del alfabeto latino, como por ejemplo el hawaiano y el italiano, que usa las letras «j», «k», «x» «y» y «w» únicamente en las palabras de origen extranjero.
No se sabe si los primeros alfabetos tenían un orden definido. Algunos alfabetos actuales, como por ejemplo la escritura Hanuno'o de algunas poblaciones originales de las Filipinas, en la cual se enseña una letra a la vez, sin ningún orden en particular, y no se usan para el ordenamiento alfabético. Sin embargo, varias tablillas ugaríticas del siglo XIV a. C. preservan el alfabeto en dos secuencias. Una de ellas, el orden «ABCDE», utilizado más adelante por los fenicios, se sigue utilizando hoy en día, con cambios menores, en los alfabetos hebreo, griego, armenio, gótico, cirílico y latino; la otra, «HMĦLQ», se utilizaba en el sur de Arabia y actualmente se sigue usando en el alfabeto Ge'ez (véase también alfabeto etíope). Ambos tipos de orden alfabético se han mantenido más o menos estables, por consiguiente, por lo menos durante los últimos tres mil años.
Este ordenamiento histórico ya no persistió en el caso del alfabeto rúnico, ni tampoco en el del alfabeto arábigo, aunque este último sigue usando el llamado «orden abjadí» para la numeración.
La familia brahámica de alfabetos que se usa en la India aplica un orden único que se basa en la fonología: las letras se ordenan en función de cómo y dónde se generan en la boca. Esta organización se utiliza en el sureste de Asia, en el Tíbet, en el hangul coreano, e incluso en el kana de Japón, que no es un alfabeto.
Los nombres de las letras fenicias, cada una de ellas asociada con una palabra que inicia con ese sonido, siguen usándose en los alfabetos samaritano, arameo, sirio, hebreo y griego. Sin embargo, dejaron de usarse en el alfabeto árabe, en el cirílico y en el latino.

## Alfabetos especiales
- Alfabeto Braille
- Alfabeto Morse
- Alfabeto por palabras
- Silbo gomero (no exactamente alfabeto, sino interpretación del alfabeto en los silbos)
- Alfabeto manual